# Chambors
Ne doit pas être confondu avec Chambord.
Chambors est une commune française située dans le département de l'Oise en région Hauts-de-France.

## Géographie

### Description

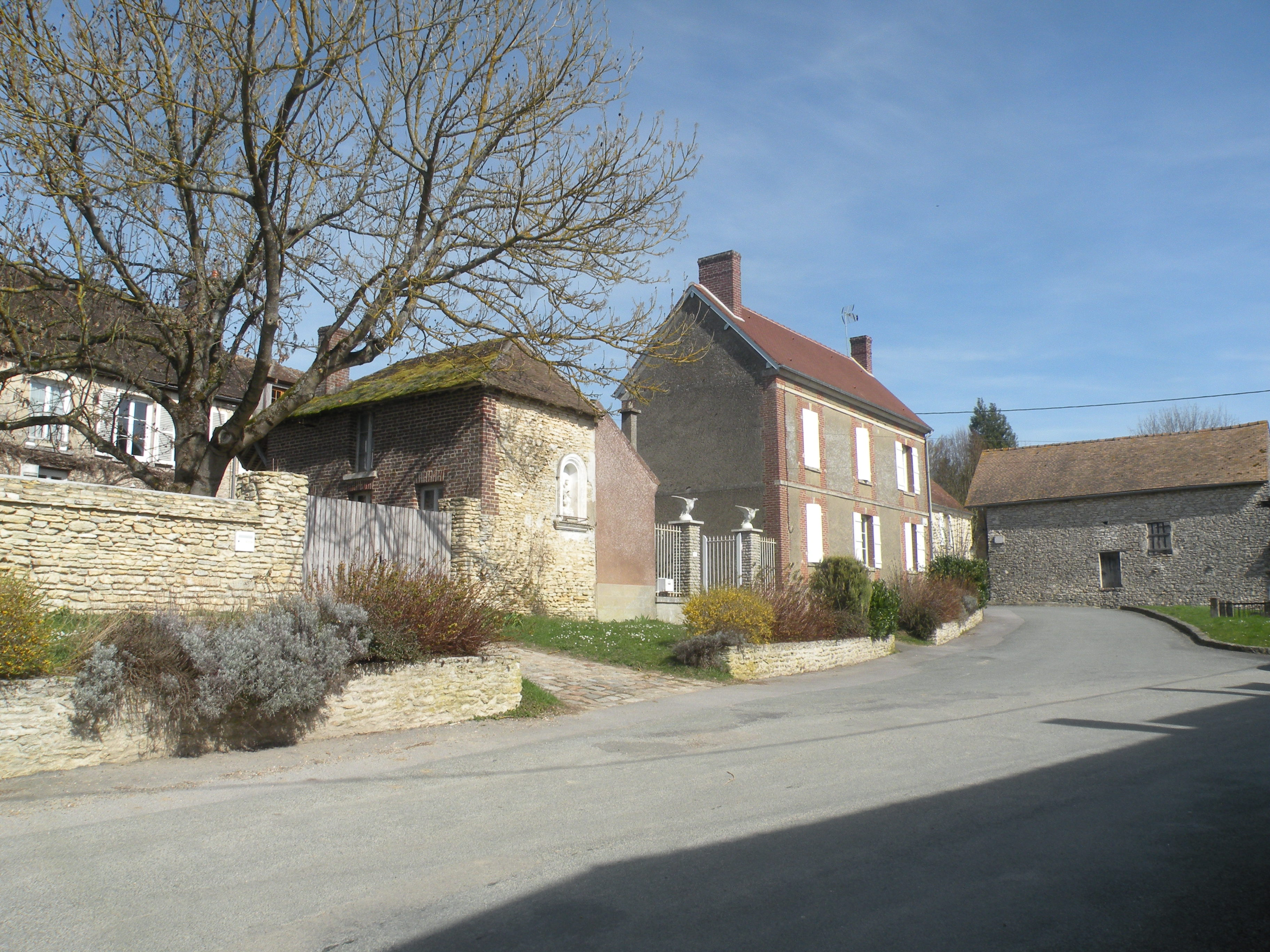
Ambiance du village.

Chambors est un village périurbain du Vexin dans l'Oise, limitrophe de l'Eure et de Gisors situé à 31 km au nord-ouest de Pontoise, 27 km au sud-ouest de Beauvais et à 56 km au sud-est de Rouen.
Le territoire communal est tangenté au sud par l'ancienne route nationale 15 (actuelle RD 915).

### Communes limitrophes
|                | Trie-Château | Chaumont-en-Vexin |
| Gisors Eure    | Chambors     |                   |
| Boury-en-Vexin | Lattainville | Delincourt        |

### Hydrographie
La commune est située dans le bassin Seine-Normandie. Elle est drainée par le Reveillon,.
Le Réveillon, d'une longueur de 11 km, prend sa source dans la commune de Boubiers et se jette  dans l'Epte à Gisors, après avoir traversé six communes.

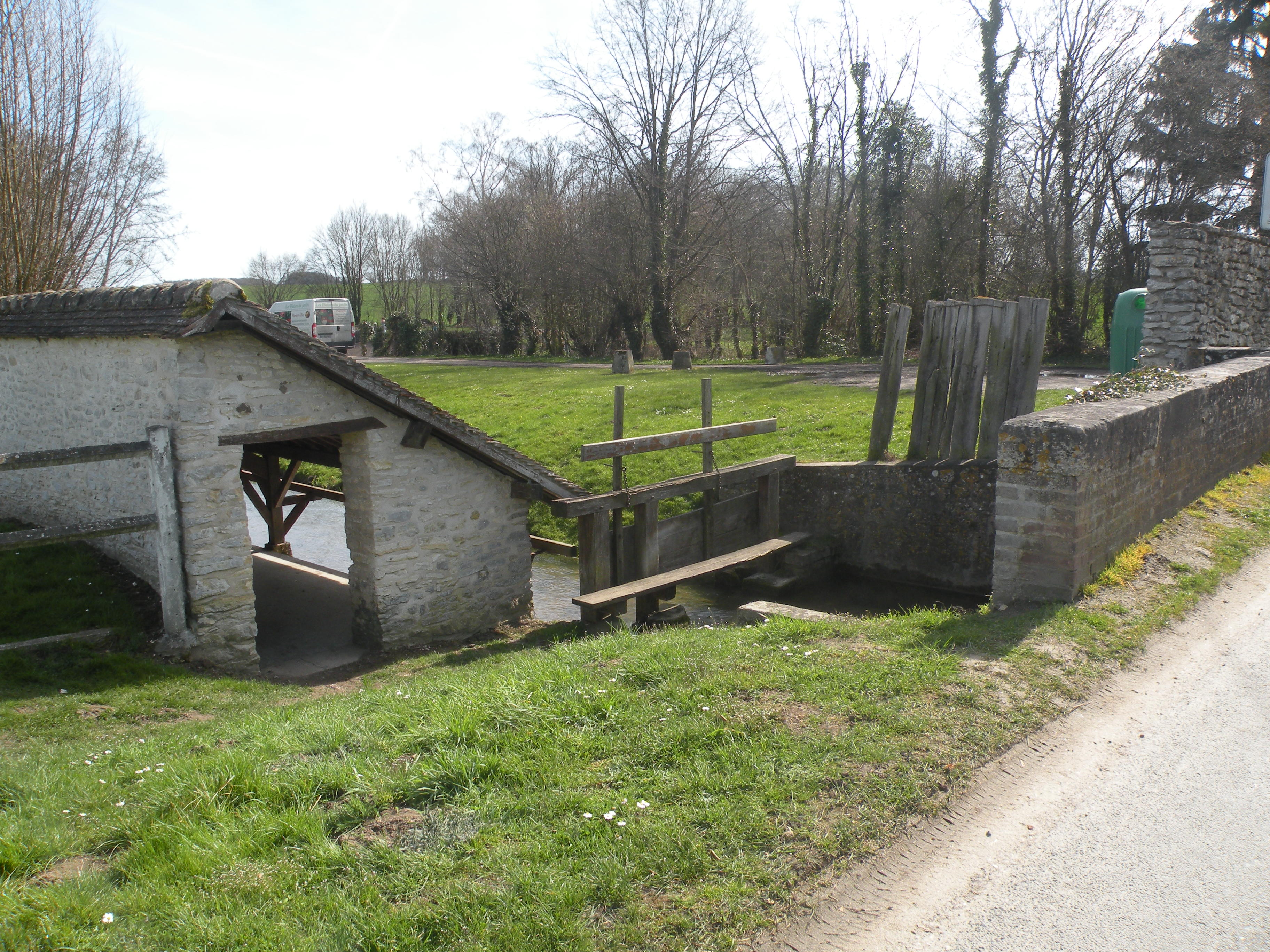
Le lavoir et le Réveillon.
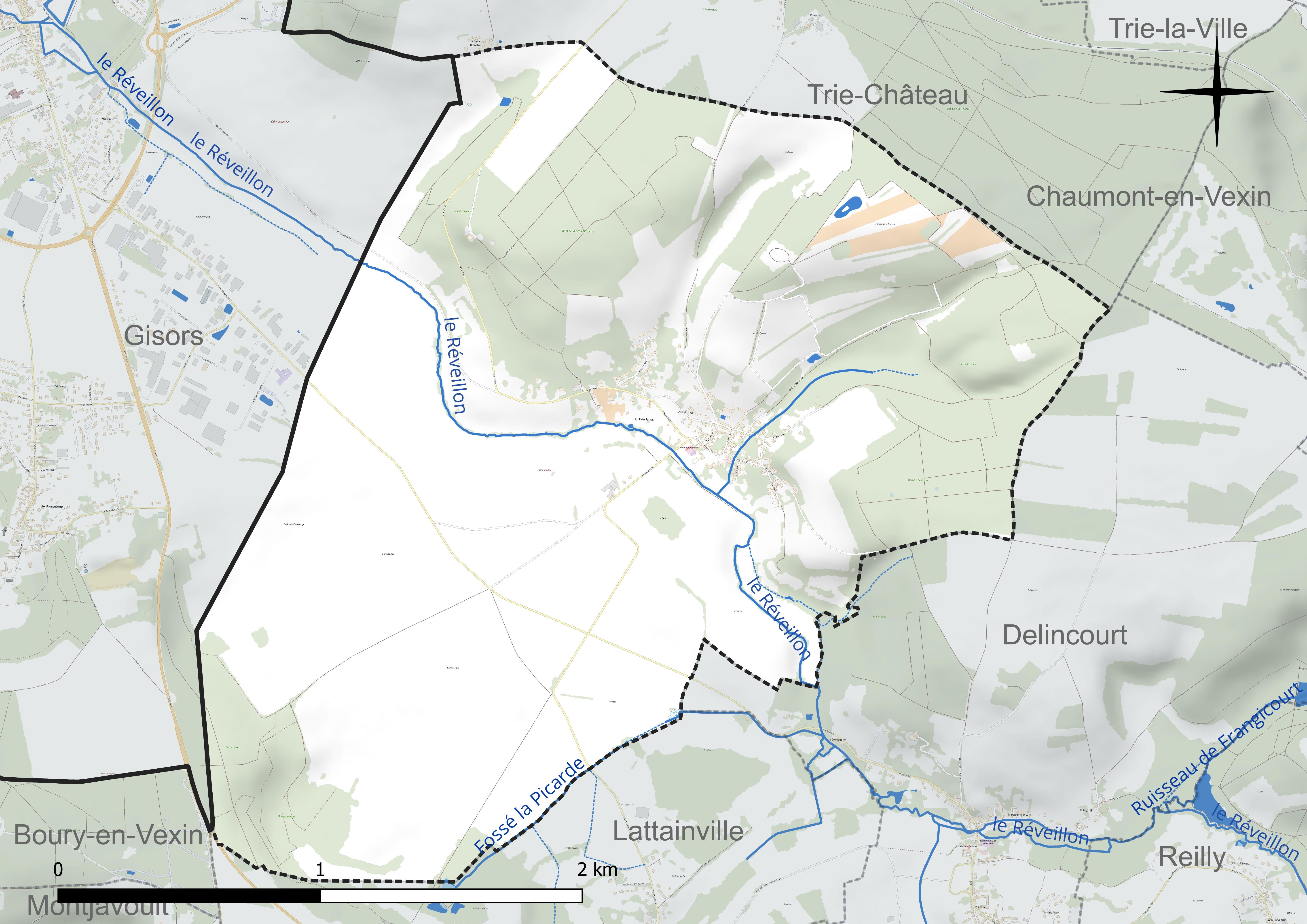
Réseau hydrographique de Chambors.

### Climat
Pour des articles plus généraux, voir Climat des Hauts-de-France et Climat de l'Oise.
En 2010, le climat de la commune est de type climat océanique dégradé des plaines du Centre et du Nord, selon une étude du CNRS s'appuyant sur une série de données couvrant la période 1971-2000. En 2020, Météo-France publie une typologie des climats de la France métropolitaine dans laquelle la commune est exposée à un climat océanique et est dans la région climatique Sud-ouest du bassin Parisien, caractérisée par une faible pluviométrie, notamment au printemps (120 à 150 mm) et un hiver froid (3,5 °C).
Pour la période 1971-2000, la température annuelle moyenne est de 10,6 °C, avec une amplitude thermique annuelle de 14,4 °C. Le cumul annuel moyen de précipitations est de 733 mm, avec 11,5 jours de précipitations en janvier et 8,2 jours en juillet. Pour la période 1991-2020, la température moyenne annuelle observée sur la station météorologique la plus proche, située sur la commune de Jaméricourt à 7 km à vol d'oiseau, est de 11,0 °C et le cumul annuel moyen de précipitations est de 695,7 mm,. Pour l'avenir, les paramètres climatiques de la commune estimés pour 2050 selon différents scénarios d'émission de gaz à effet de serre sont consultables sur un site dédié publié par Météo-France en novembre 2022.

## Urbanisme

### Typologie
Au 1er janvier 2024, Chambors est catégorisée commune rurale à habitat dispersé, selon la nouvelle grille communale de densité à sept niveaux définie par l'Insee en 2022.
Elle est située hors unité urbaine. Par ailleurs la commune fait partie de l'aire d'attraction de Paris, dont elle est une commune de la couronne,.

### Occupation des sols
L'occupation des sols de la commune, telle qu'elle ressort de la base de données européenne d'occupation biophysique des sols Corine Land Cover (CLC), est marquée par l'importance des territoires agricoles (64,4 % en 2018), une proportion identique à celle de 1990 (64,4 %). La répartition détaillée en 2018 est la suivante : 
terres arables (49 %), forêts (31,7 %), prairies (15,3 %), zones urbanisées (3,9 %). L'évolution de l'occupation des sols de la commune et de ses infrastructures peut être observée sur les différentes représentations cartographiques du territoire : la carte de Cassini (XVIIIe siècle), la carte d'état-major (1820-1866) et les cartes ou photos aériennes de l'IGN pour la période actuelle (1950 à aujourd'hui).

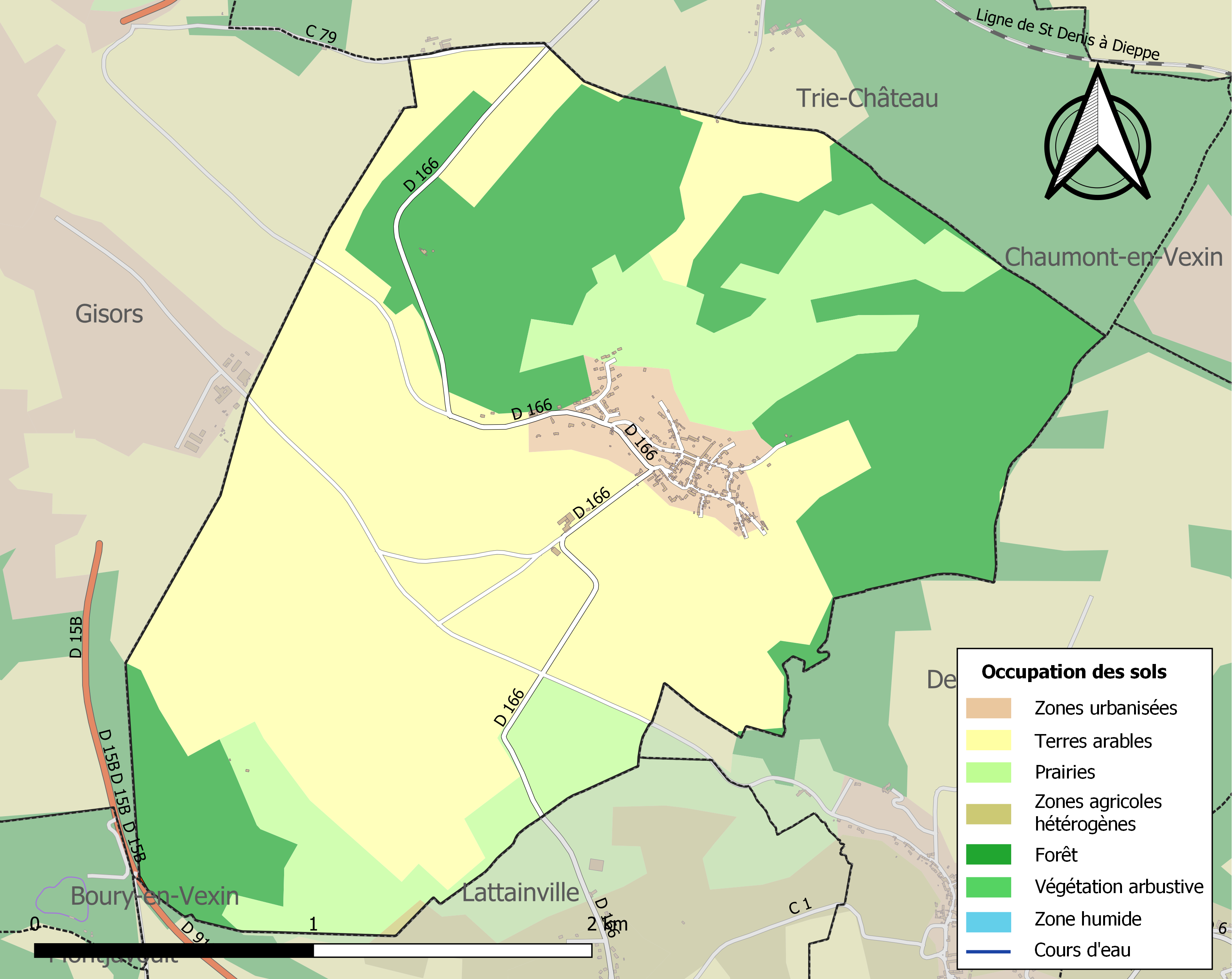
Carte des infrastructures et de l'occupation des sols de la commune en 2018 (CLC).

### Habitat et logement
En 2018, le nombre total de logements dans la commune était de 170, alors qu'il était de 164 en 2013 et de 168 en 2008.
Parmi ces logements, 74,7 % étaient des résidences principales, 17,6 % des résidences secondaires et 7,6 % des logements vacants. Ces logements étaient pour 96,5 % d'entre eux des maisons individuelles et pour 3,5 % des appartements.
Le tableau ci-dessous présente la typologie des logements à Chambors en 2018 en comparaison avec celle de l'Oise et de la France entière. Une caractéristique marquante du parc de logements est ainsi une proportion de résidences secondaires et logements occasionnels (17,6 %) supérieure à celle du département (2,5 %) et à celle de la France entière (9,7 %). Concernant le statut d'occupation de ces logements, 85,1 % des habitants de la commune sont propriétaires de leur logement (84,7 % en 2013), contre 61,4 % pour l'Oise et 57,5 pour la France entière.
| Typologie                                               | Chambors | Oise | France entière |
| ------------------------------------------------------- | -------- | ---- | -------------- |
| Résidences principales (en %)                           | 74,7     | 90,4 | 82,1           |
| Résidences secondaires et logements occasionnels (en %) | 17,6     | 2,5  | 9,7            |
| Logements vacants (en %)                                | 7,6      | 7,1  | 8,2            |

### Voies de communication et transports
La commune est desservie, en 2023, par les lignes 6106 et 6136 du réseau interurbain de l'Oise.

## Toponymie
Le nom de la localité est mentionné sous les formes Campus Borcii (1225) ; Chambort (1228) ; Chamborcium (1247) ; Campus de Wadenbore (1252) ; Chamborz (XIIIe) ; ecclesia sancti supplicii de chambors (XIIIe) ; Champbors (XVe) ; Chambors (1754).
 
De Cambo-ritum « gué sur une courbe ( de rivière ) ». Chambors est sur la rive droite du Réveillon, près d'une légère courbe du cours d'eau.

## Histoire
Sous l'Ancien Régime, la terre de Chambors est érigée en comté par lettres patentes de Louis XV de 1765, au bénéfice de Joseph-Jean-Baptisie de la Boissière.
Le château, confisqué comme bien national, est détruit pendant la Révolution française
Chambors est institué en commune par la Révolution française. De 1826 à 1832, elle absorbe fugacement celle de Lattainville.
En 1827, chambors dispose d'une école, et la commune compte un moulin à eau et des carrières.

## Politique et administration

### Rattachements administratifs et électoraux

#### Rattachements administratifs
La commune se trouve  dans l'arrondissement de Beauvais du département de l'Oise.
Elle faisait partie depuis 1801 du canton de Chaumont-en-Vexin. Dans le cadre du redécoupage cantonal de 2014 en France, cette circonscription administrative territoriale a disparu, et le canton n'est plus qu'une circonscription électorale.

#### Rattachements électoraux
Pour les élections départementales, la commune fait partie depuis 2014 d'un nouveau canton de Chaumont-en-Vexin
Pour l'élection des députés, elle fait partie de la deuxième circonscription de l'Oise.

### Intercommunalité
Chambors est membre de la communauté de communes du Vexin-Thelle, un établissement public de coopération intercommunale (EPCI) à fiscalité propre créé en 2000 et auquel la commune a transféré un certain nombre de ses compétences, dans les conditions déterminées par le code général des collectivités territoriales.

### Liste des maires
| Période                                  | Période                       | Identité             | Étiquette | Qualité                                                                 |
| ---------------------------------------- | ----------------------------- | -------------------- | --------- | ----------------------------------------------------------------------- |
| Les données manquantes sont à compléter. |                               |                      |           |                                                                         |
| avant 1961                               |                               | Henri Dumontier      |           |                                                                         |
| avant 1995                               |                               | Jean-Marie Gillouard | DVD       |                                                                         |
| Les données manquantes sont à compléter. |                               |                      |           |                                                                         |
| mars 2001                                | En cours (au 2 décembre 2021) | Didier Gougibus      |           | Technicien en signalisation ferroviaire Réélu pour le mandat 2020-2026, |

## Équipements et services publics

### Enseignement
Les enfants de la commune sont scolarisés avec ceux de Chambors, Lattainville et Reilly dans le cadre du regroupement pédagogique intercommunal (RPI) des quatre villages de la Vallée du Réveillon.
En 2017, les Petites et Moyennes section de maternelle sont accueillis à l'école de Chambors, les Grande section et CP sont à l'école de Reilly, les CE1-CE2 et CM1-CM2 le sont à l'école de Delincourt, où se trouve égalemebt la cantine et l'accueil périscolaire.

## Population et société

### Démographie

#### Évolution démographique
L'évolution du nombre d'habitants est connue à travers les recensements de la population effectués dans la commune depuis 1793. Pour les communes de moins de 10 000 habitants, une enquête de recensement portant sur toute la population est réalisée tous les cinq ans, les populations de référence des années intermédiaires étant quant à elles estimées par interpolation ou extrapolation. Pour la commune, le premier recensement exhaustif entrant dans le cadre du nouveau dispositif a été réalisé en 2006.

En 2022, la commune comptait 303 habitants, en évolution de −4,11 % par rapport à 2016 (Oise : +0,87 %, France hors Mayotte : +2,11 %).
| 1793 | 1800 | 1806 | 1821 | 1831 | 1836 | 1841 | 1846 | 1851 |
| ---- | ---- | ---- | ---- | ---- | ---- | ---- | ---- | ---- |
| 287  | 314  | 298  | 297  | 487  | 323  | 341  | 358  | 326  |

| 1856 | 1861 | 1866 | 1872 | 1876 | 1881 | 1886 | 1891 | 1896 |
| ---- | ---- | ---- | ---- | ---- | ---- | ---- | ---- | ---- |
| 317  | 312  | 322  | 311  | 313  | 268  | 281  | 276  | 292  |

| 1901 | 1906 | 1911 | 1921 | 1926 | 1931 | 1936 | 1946 | 1954 |
| ---- | ---- | ---- | ---- | ---- | ---- | ---- | ---- | ---- |
| 291  | 284  | 243  | 215  | 236  | 227  | 192  | 221  | 218  |

| 1962 | 1968 | 1975 | 1982 | 1990 | 1999 | 2006 | 2011 | 2016 |
| ---- | ---- | ---- | ---- | ---- | ---- | ---- | ---- | ---- |
| 166  | 140  | 152  | 169  | 307  | 304  | 319  | 331  | 316  |

| 2021 | 2022 | - | - | - | - | - | - | - |
| ---- | ---- | - | - | - | - | - | - | - |
| 306  | 303  | - | - | - | - | - | - | - |

#### Pyramide des âges
La population de la commune est relativement jeune.
En 2018, le taux de personnes d'un âge inférieur à 30 ans s'élève à 31,6 %, soit en dessous de la moyenne départementale (37,3 %). À l'inverse, le taux de personnes d'âge supérieur à 60 ans est de 23,1 % la même année, alors qu'il est de 22,8 % au niveau départemental.
En 2018, la commune comptait 157 hommes pour 157 femmes, soit un taux de 50 % de femmes, légèrement inférieur au taux départemental (51,11 %).
Les pyramides des âges de la commune et du département s'établissent comme suit.
| Hommes | Classe d’âge | Femmes |
| ------ | ------------ | ------ |
| 0,0    | 90 ou +      | 0,0    |
| 4,5    | 75-89 ans    | 5,1    |
| 18,6   | 60-74 ans    | 18,0   |
| 23,4   | 45-59 ans    | 26,7   |
| 17,6   | 30-44 ans    | 22,7   |
| 12,0   | 15-29 ans    | 15,1   |
| 23,8   | 0-14 ans     | 12,4   |

| Hommes | Classe d’âge | Femmes |
| ------ | ------------ | ------ |
| 0,5    | 90 ou +      | 1,4    |
| 5,5    | 75-89 ans    | 7,6    |
| 15,6   | 60-74 ans    | 16,3   |
| 20,8   | 45-59 ans    | 20     |
| 19,4   | 30-44 ans    | 19,4   |
| 17,6   | 15-29 ans    | 16,2   |
| 20,6   | 0-14 ans     | 19,1   |

## Culture locale et patrimoine

### Lieux et monuments
- L'église Saint-Sulpice, édifice très simple composé d'une nef unique précédée d'une tour porche construits vers 1770, à laquelle fait suite un chœur de 1532 constitué de deux travées que termine une abside pentagonale[29]

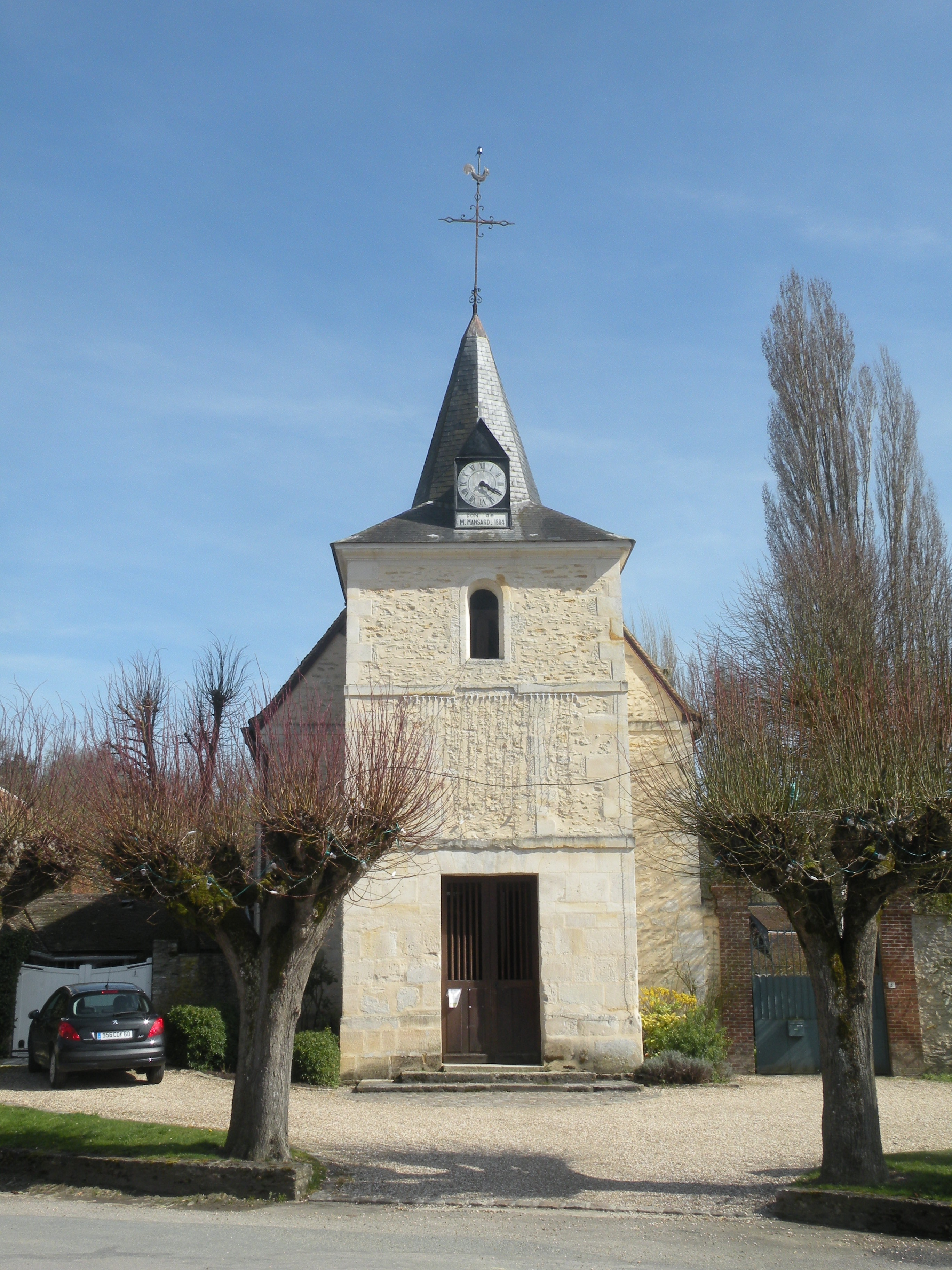
L'église Saint-Sulpice.
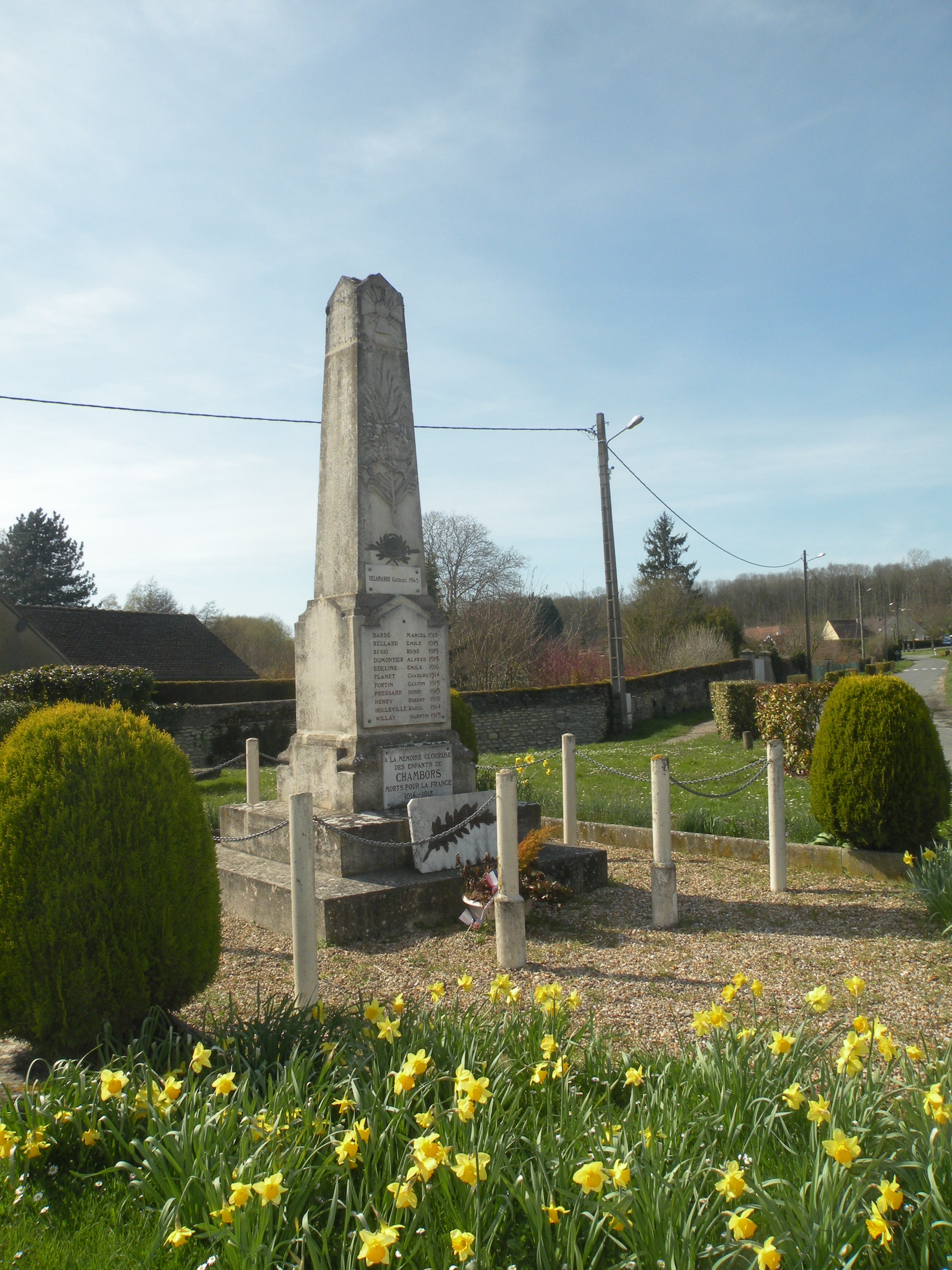
Monument aux morts
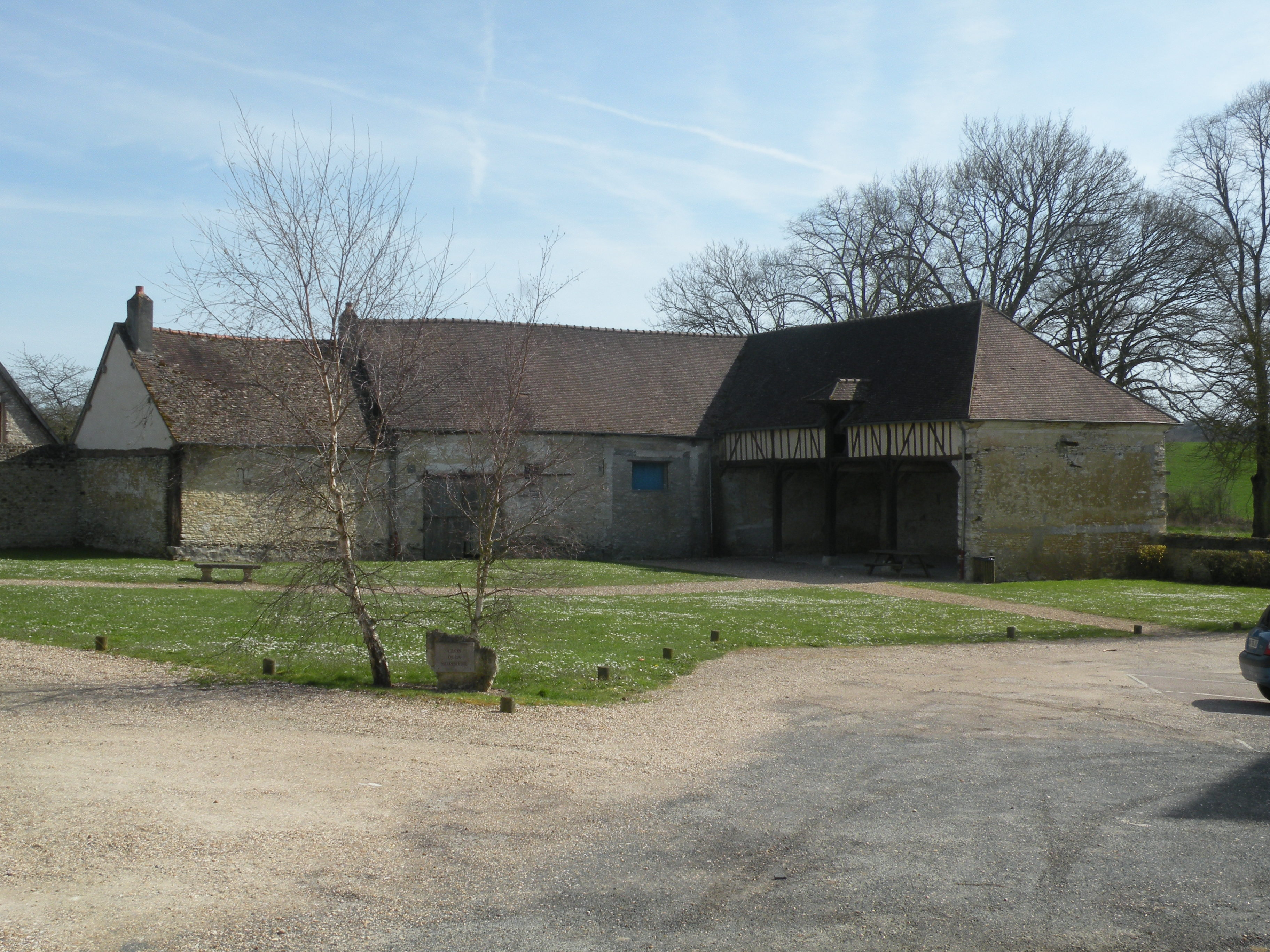
Le Clos de la Boissiere
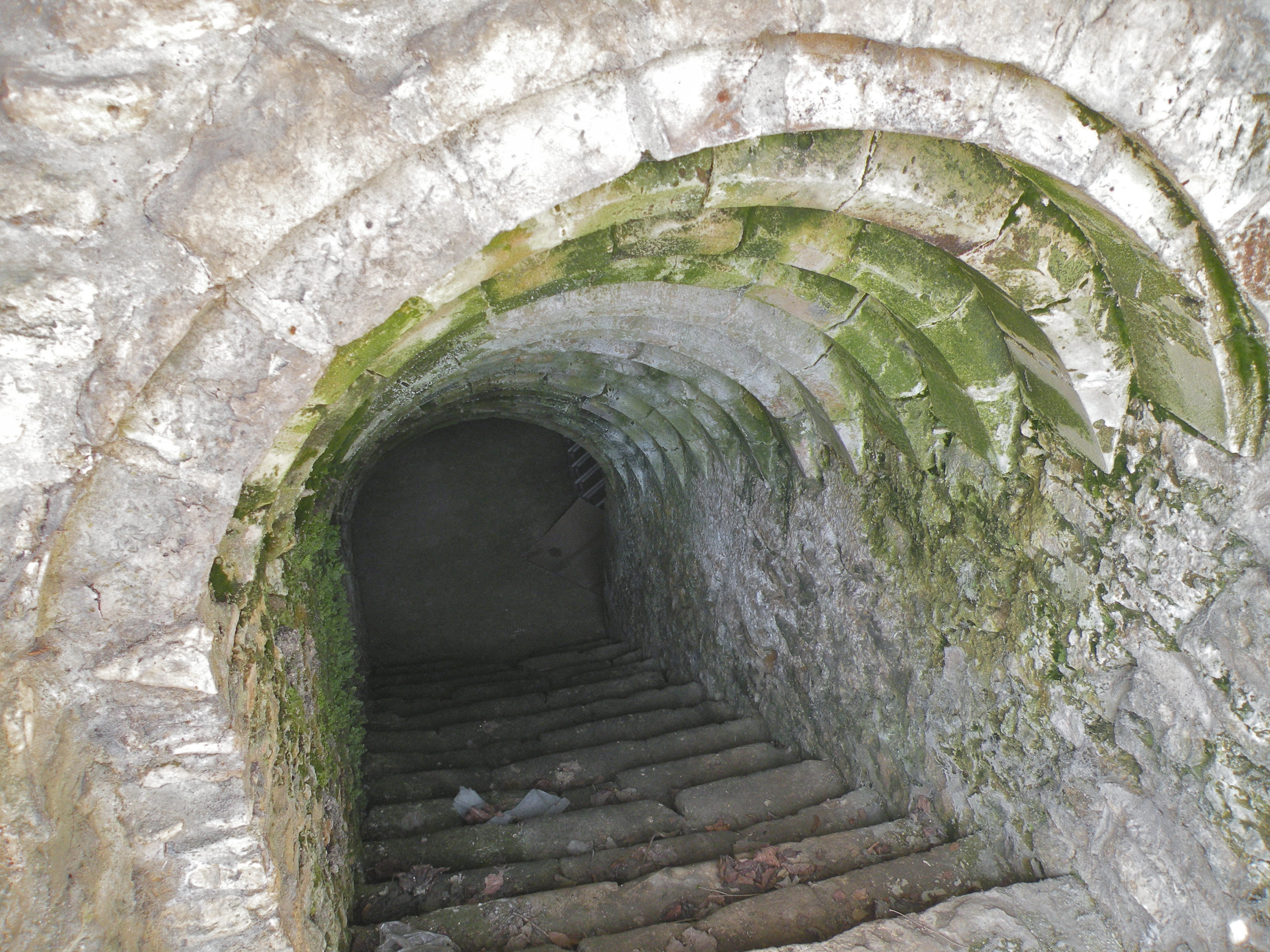
Accès à un ancien souterrain
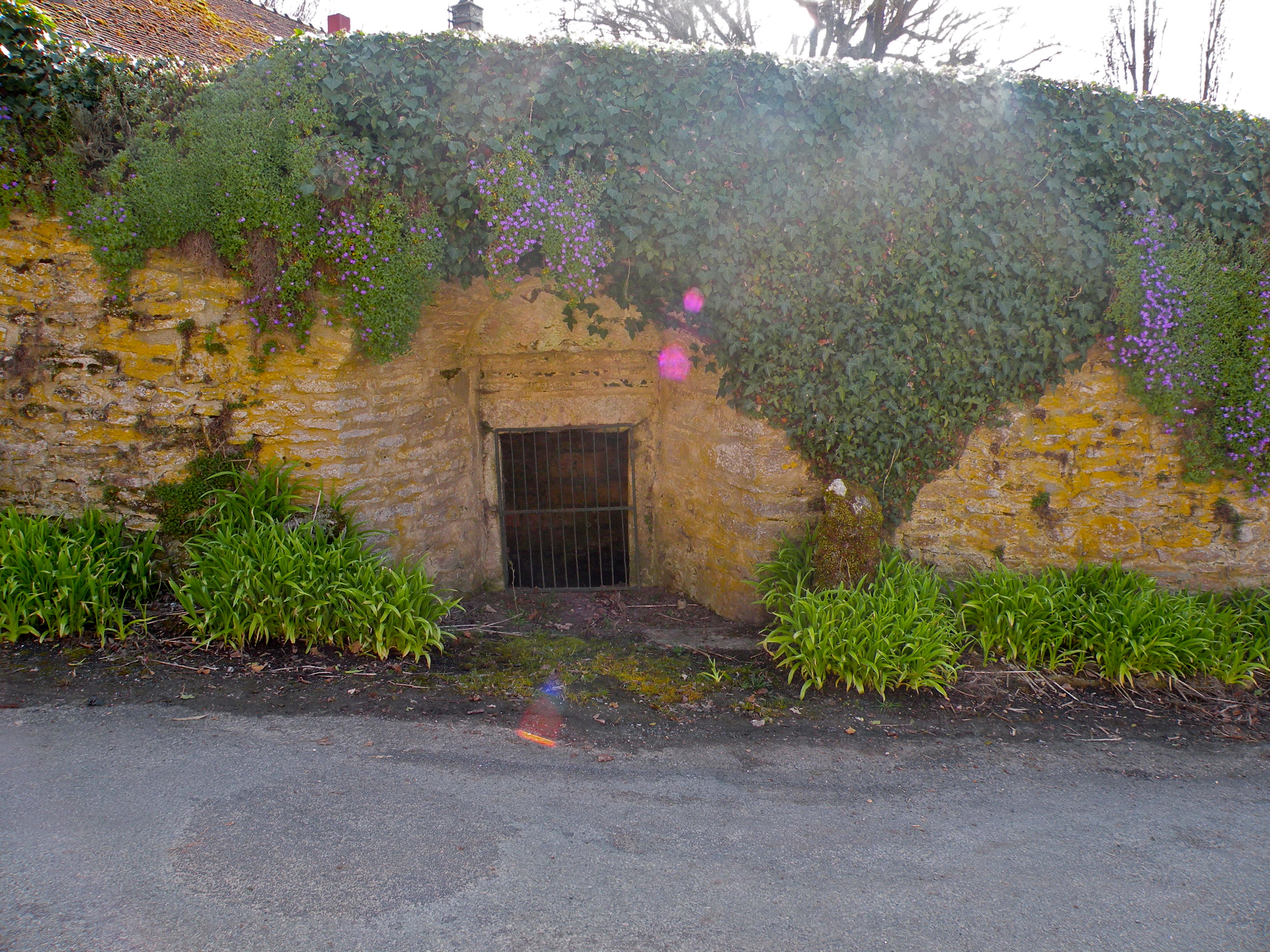
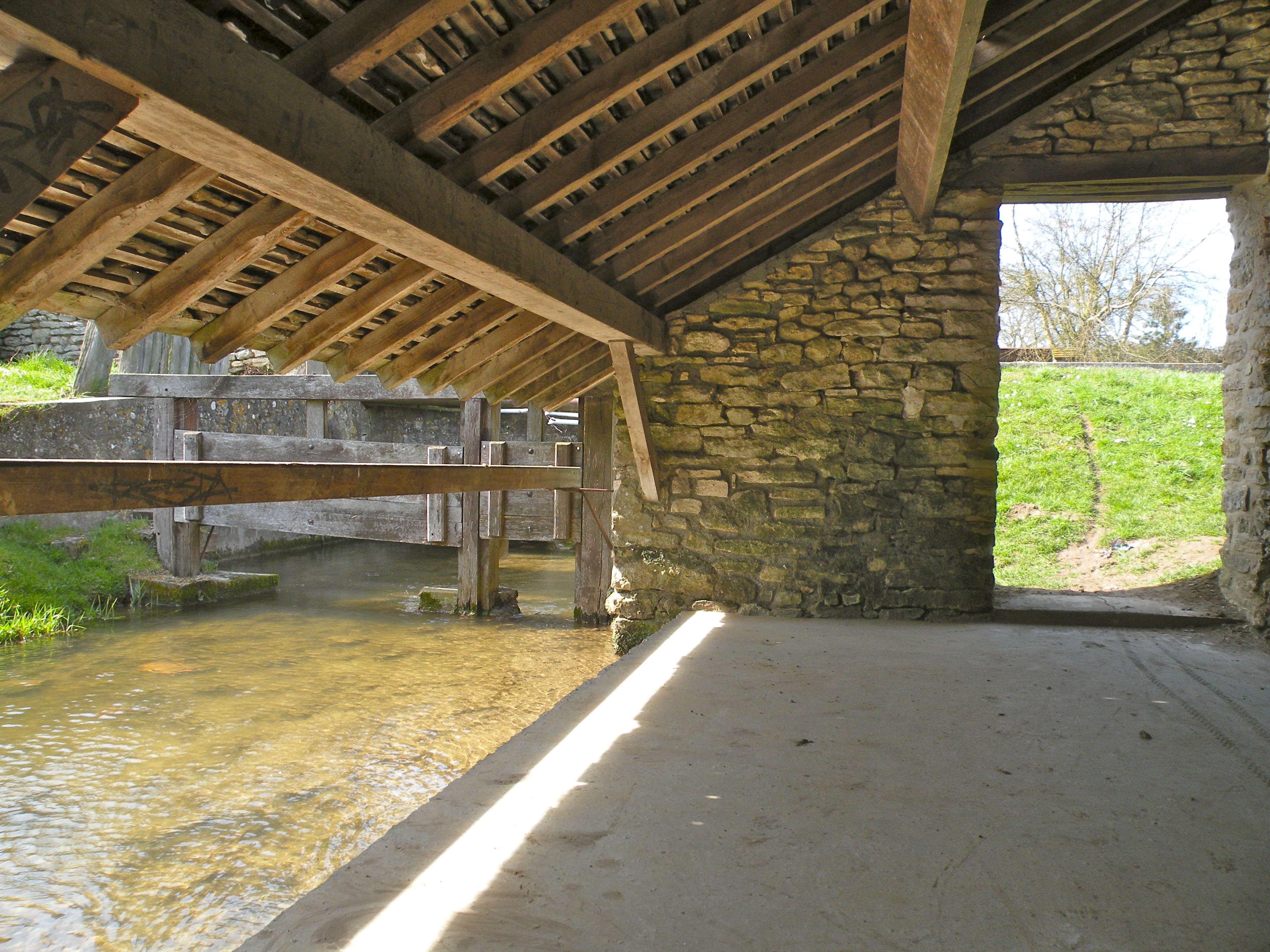
Le lavoir.
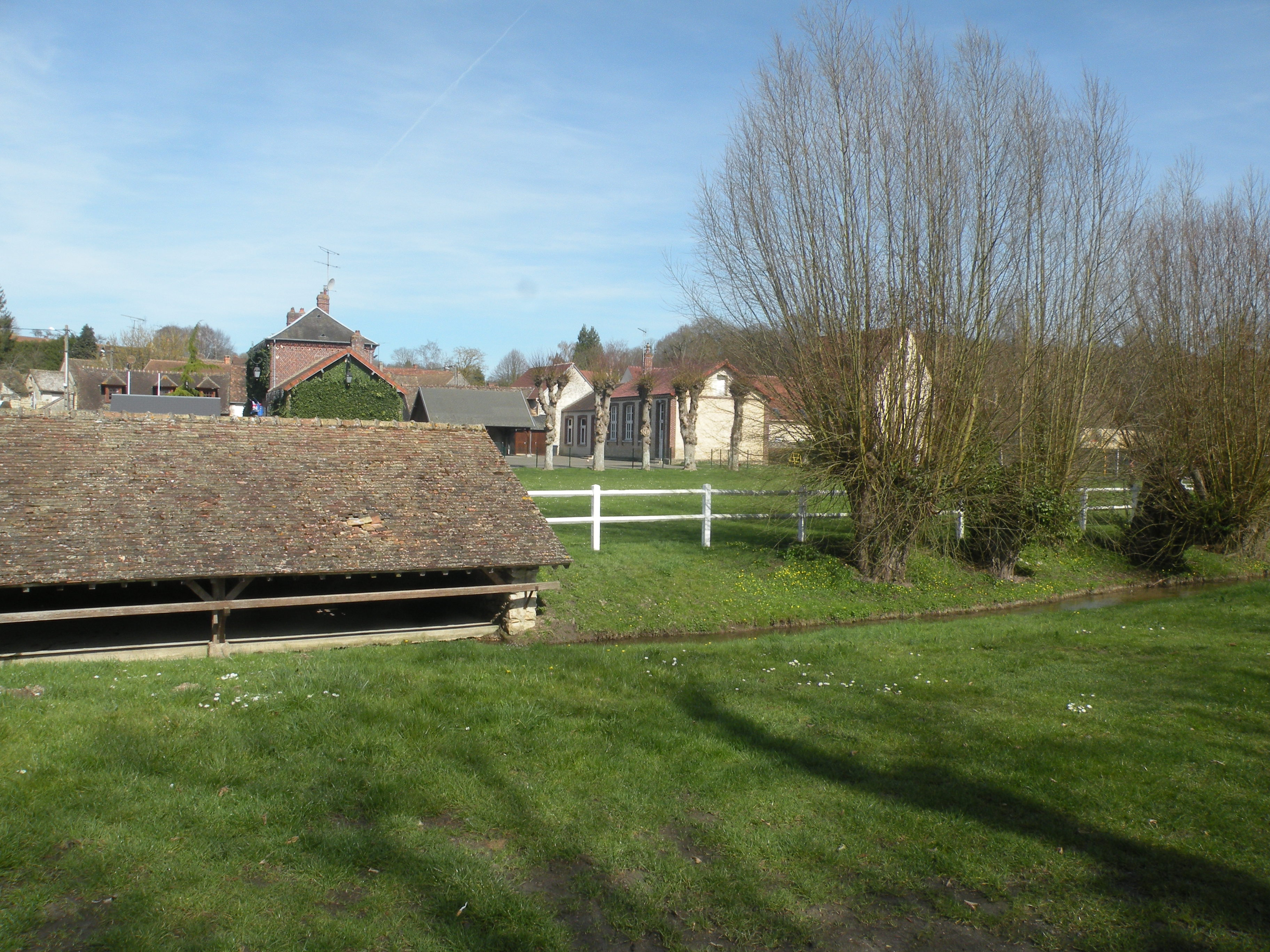
Le lavoir et le Réveillon

### Personnalités liées à la commune
- La famille La Boissière, qui détient la seigneurie de Chambors de 1528 jusqu'à la Révolution française[29].
- Le comte  Louis-Joseph-Jean-Baptiste de la Boissière (1756-1840) finance la reconstruction de la nef et du clocher de l'église vers 1770[29], puis  émigre pendant la Révolution française et ses biens sont confisqués comme biens nationaux et vendus le 18 nivôse an III (7 janvier 1795)[15]. Il obtient la restitution d'une partie  de ces biens lors de la Restauration  par un arrêté du 20 mars 1824. Le comte de Chambors avait été fait lieutenant-général par brevet du 11 mars 1820 de Louis XVIII. À la mort de ce roi, il devint gentilhomme de la Chambre de Charles X[30],[16].

## Héraldique
| Blason de Chambors | Blason  | De sable au sautoir d'or.                        |
| Blason de Chambors | Détails | Le statut officiel du blason reste à déterminer. |